# Смелик Сергій Володимирович
Сергі́й Володи́мирович Смелик (нар. 19 квітня 1987) — український легкоатлет, який спеціалізується в бігу на короткі дистанції.
На національних змаганнях представляє Донецьку область (раніше — Луганську область та Київ).
Тренується під керівництвом Тетяни Серорез (раніше — під керівництвом Сергія Будкова).
Випускник Луганського національного університету імені Тараса Шевченка.

## Спортивні досягнення
Володар одних з найкращих результатів в історії української легкої атлетики у бігу на 100 та 200 метрів (10,10 та 20,30 відповідно).
Бронзовий призер чемпіонату Європи у бігу на 200 метрів (2014).
Переможець забігів на 200 метрів на командних чемпіонатах Європи (2015, 2017).
Чемпіон Універсіади в естафеті 4×100 метрів (2013).
Переможець легкоатлетичних змагань на Європейських іграх у командному заліку в складі збірної України (2019).
Срібний призер Всесвітніх ігор військовослужбовців у бігу на 200 метрів (2019).
Учасник трьох Олімпіад (2012, 2016, 2020). Три рази брав участь у бігу на 200 метрів та зупинявся на стадії попереднього забігу.
Дворазовий рекордсмен України в естафеті 4×100 метрів (2014, 2021).

## Державні нагороди
- Орден «За заслуги» II ст. (15 липня 2019) — за досягнення високих спортивних результатів на II Європейських іграх у м. Мінську (Республіка Білорусь), виявлені самовідданість та волю до перемоги, піднесення міжнародного авторитету України[6]
- Орден «За заслуги» III ступеня (25 липня 2013) — за досягнення високих спортивних результатів на XXVII Всесвітній літній Універсіаді в Казані, виявлені самовідданість та волю до перемоги, піднесення міжнародного авторитету України[7]